# Camila Espinosa
Camila Espinosa (São Paulo, 7 de março de 1975) é uma modelo brasileira.